# Gran coalició
Una gran coalició (de l'alemany Große Koalition) és un govern de coalició que es desenvolupa en un sistema parlamentari multipartidista en el qual els dos grans partits polítics s'uneixen per constituir un coalició de govern.

El terme s'utilitza habitualment als països on hi ha dos partits predominants amb orientacions ideològiques diferents, a més d'altres partits menors que són capaços d'assegurar-se una representació al parlament. Els dos grans partits intenten obtenir suficients escons per poder formar un govern majoritari, i si això no passa, cadascun dels dos grans partits intenta entrar en coalició amb partits menors que tinguin una orientació ideològica similar.

## Causes d'una gran coalició
De vegades sorgeixen circumstàncies en què partits normalment oposats poden considerar desitjable formar govern plegats.
- L'existència d'una crisi nacional, com una guerra o depressió, on la gent sent la necessitat d'una unitat i estabilitat nacionals que superin les diferències ideològiques habituals. Això és particularment cert quan hi ha un ampli acord sobre la millor política per afrontar la crisi. En aquest cas, es pot produir una gran coalició fins i tot quan un partit tingui prou escons per governar sol. Un exemple serien els governs nacionals britànics durant la Primera Guerra Mundial i abans i durant la Segona Guerra Mundial.

- Que alguns partits (en particular els partits d'extrema dreta o d'extrema esquerra) no siguin elegibles com a socis de coalició per a cap dels grans partits; fins i tot pot haver-hi un cordó sanitari. En aquesta situació, pot ser que cap dels "blocs" restants no pugui formar la majoria. Això va succeir, per exemple, a Àustria als anys 90: com que l'FPÖ no es considerava digne de govern, no hi podia haver una altra majoria que no fos una gran coalició.

- L'existència de molts partits petits. Una coalició "normal" necessita llavors molts partits per assolir la majoria. Per exemple, això va provocar grans coalicions a Israel en les quals van governar plegats el Likkud i el Partit Laborista.

- En alguns llocs, és habitual que els càrrecs governamentals es divideixin aproximadament per nombre de representants, sense parar atenció especial al color polític. Això passa als Països Baixos en molts municipis petits. A nivell nacional, és el cas de Suïssa.

## Grans coalicions per país

### Àustria
A l'Àustria de la postguerra, una “gran coalició” entre el conservador Partit Popular d'Àustria (ÖVP) i el Partit Socialdemòcrata d'Àustria (SPÖ) ha estat el cas normal de govern. Les excepcions notables van ser el segon govern de Josef Klaus (ÖVP, 1966–70), l'època del canceller Bruno Kreisky que va governar des de 1970 fins a 1983 amb una majoria de l'SPÖ i des de 1983 fins a 1987 en coalició amb l'FPÖ, els governs de coalició del canceller de l'ÖVP Wolfgang Schüssel amb el populista i d'extrema dreta Partit Liberal d'Àustria (FPÖ) des del 2000 fins al 2005 i l'Aliança per al Futur d'Àustria (BZÖ) des del 2005 fins al 2007 i l'actual govern de coalició del canceller de l'ÖVP, Sebastian Kurz, amb l'FPÖ, del 2017 al 2019..

### República Txeca
Després de la Revolució de Vellut, hi ha hagut un govern de socialistes (ČSSD) amb el primer ministre Miloš Zeman tolerat per l'ODS de dreta. Ha estat anomenat el govern de "l'acord d'oposició"

### Unió Europea
Al Parlament Europeu, els dos principals grups de partits paneuropeus són el Partit Popular Europeu (PPE) i els Socialistes i Demòcrates (S&D). Fins al 2019 van mantenir una majoria al Parlament Europeu i van treballar junts en una gran coalició. Tanmateix, els avenços de partits populistes, verds i d'extrema dreta a tot Europa a les eleccions al Parlament Europeu del 2019 van provocar que la coalició PPE-S&D perdés la majoria.

### Alemanya
A l'Alemanya de la postguerra, la "gran coalició", alemany: Große Koalition, abreujadament Groko, fa referència a una coalició governant dels dos partits més grans, normalment els cristianodemòcrates (CDU/CSU) amb els socialdemòcrates (SPD). Si bé Alemanya històricament ha tendit a afavorir coalicions estretes d'un dels dos partits més grans amb l'FDP o amb Els Verds, s'han format quatre grans coalicions a nivell federal: el gabinet Kiesinger (1966–1969), el primer gabinet Merkel (2005 –2009), el tercer gabinet Merkel (2013-2018) i el quart gabinet Merkel (des del 2018). Durant la República de Weimar, es va donar una gran coalició fou una que incloïa tots els principals partits d'esquerra, centre i centre-dreta, que van constituir la base de la majoria dels governs: el SPD, el Partit de Centre Catòlic, el Partit Democràtic Alemany (DDP) i el Partit Popular Alemany (DVP). Els dos exemples van ser el primer i segon gabinet Stresemann (agost-novembre de 1923) i, menys efímer, el segon gabinet de Müller (1928-1930).

### Islàndia
Islàndia té una gran coalició des del 30 de novembre de 2017 entre els partits més grans, el conservador Partit de la Independència (16), els ecosocialistes del Moviment d'Esquerra-Verd (9) i el Partit Progressista de centre-dreta (8).

### Itàlia
A Itàlia, el terme "gran coalició", italià: grande coalizione, conegut també com a "govern d'àmplia entesa", italià: governo di larghe intese, fa referència a l'únic govern de supermajoria format a l'abril del 2013 entre el Partit Democràtic (PD) de centre-esquerra, el Poble de la Llibertat de centre-dreta, i els centristes d'Elecció Cívica (SC) i la Unió del Centre (UdC). Al novembre de 2013, el Poble de la Llibertat (més tard rebatejat com a Forza Italia), però, va plegar del govern, i va deixar el gabinet Letta i el gabinet Renzi (coalició entre PD, NCD, SC i UdC) amb una petita majoria.

### Regne Unit
El Regne Unit ha tingut grans coalicions al govern central durant els períodes de guerra. Es coneixen com a "govern nacional", anglès: National Government.

#### Irlanda del Nord
L'Executiu d'Irlanda del Nord, l'administració descentralitzada d'Irlanda del Nord, combina els partits republicans més importants (també predominantment de centre-esquerra) i unionistes (també predominantment de centre-dreta). El càrrec de primer ministre i viceprimer ministre és una diarquia. Més recentment, aquesta coalició ha estat dirigida pel Partit Unionista Democràtic i el Sinn Féin.
A tots els partits, majors i menors, se'ls ofereix càrrecs a l'executiu, tot i que ara poden optar per formar una oposició.

### Països Baixos
Als Països Baixos, hi ha hagut diversos gabinets que es poden qualificar de grans coalicions, neerlandès: grote coalitie. Les coalicions romanovermelles, neerlandès: rooms-rode coalitie dels anys quaranta i cinquanta del primer ministre Willem Drees estaven compostes pel Partit Popular Catòlic (KVP) i els socialdemòcrates del Partit del Treball al seu nucli i diversos partits menors (Drees–Van Schaik) com a suport. Les coalicions porpra de la dècada de 1990, sota el primer ministre Wim Kok, les formaven el Partit del Treball (PvdA), el conservador Partit Popular per la Llibertat i la Democràcia (VVD) i els socialsliberals Demòcrates 66 (D66) (primer gabinet Kok). El segon gabinet Rutte, un gran gabinet de coalició, que també es pot descriure com a coalició porpra, estava format pel Partit Popular per la Llibertat i la Democràcia (VVD) i el Partit del Treball (PvdA). Un gabinet de gran coalició més tradicional fou el tercer gabinet Lubbers, format per la Crida Demòcrata Cristiana (CDA) i el Partit del Treball (PvdA).

### Espanya
A Espanya, el terme "gran coalició" s'utilitza normalment per referir-se a qualsevol hipotètic govern format entre el Partit Popular de centredreta (PP) i el Partit Socialista Obrer Espanyol (PSOE) de centreesquerra. No s'ha format mai un govern de coalició a nivell nacional, tot i que el president del Govern
Mariano Rajoy el va proposar durant el procés de formació del govern del 2015-2016.
La pròpia investidura de Rajoy el 29 d'octubre de 2016 es va permetre a través de l'abstenció dels diputats del PSOE, la qual cosa fou batejada com una "gran coalició encoberta", en referència a la tolerància del govern amb el govern en minoria de Rajoy mitjançant acords puntuals fins a la reelecció de Pedro Sánchez com a líder del partit el juny de 2017.
A nivell regional, les grans coalicions entre les dues forces parlamentàries més grans han estat rares, però existeixen exemples:
- País Basc: PNB – PSE, 1986–1990 i 1991–1998.
- Navarra: UPN – PSN, 2011–2012.

A més, tant el PSOE com el PP van formar un govern de coalició conjunt –que també va incloure altres partits– després de l'èxit de la moció de censura contra el govern regional càntabre de Juan Hormaechea el 1990, que va durar fins a les eleccions autonòmiques del 1991. En aquell moment, però, el PP no estava entre els dos partits polítics més grans de l'assemblea regional.